# Стелс (технологія)

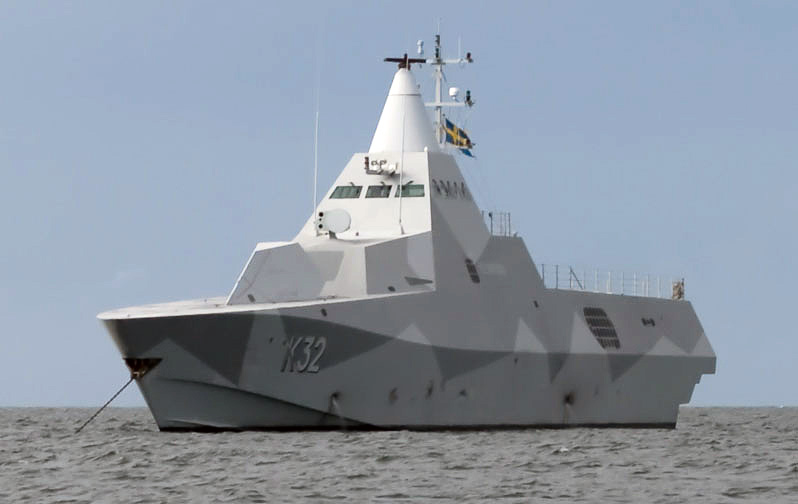
K32 HMS Helsingborg

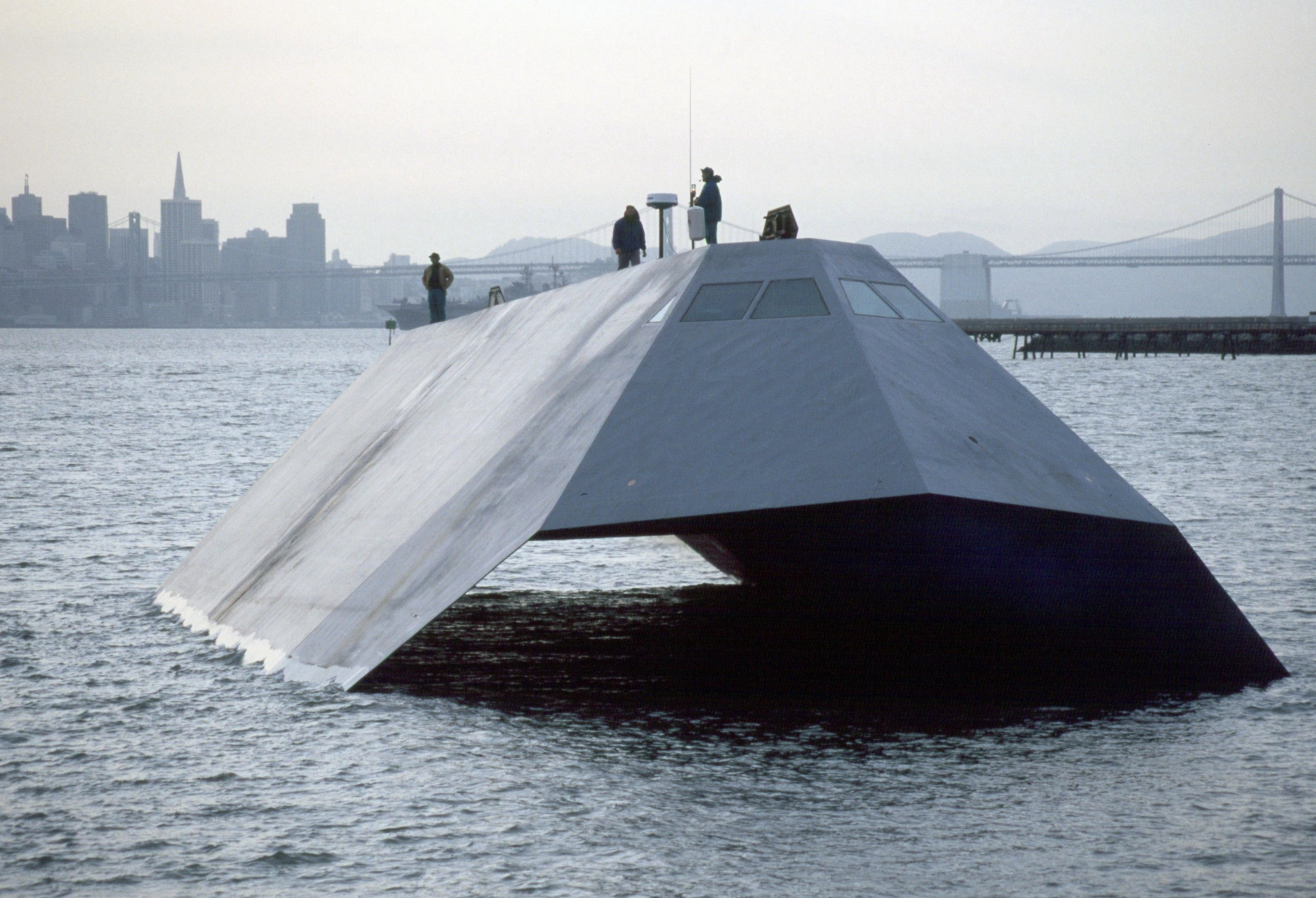
Sea Shadow

Стелс (англ. Stealth) — комплекс методів зниження помітності бойових машин у радіолокаційному, інфрачервоному та інших областях спектра спостереження шляхом спеціально розроблених геометричних форм і застосування радіопоглинаючих матеріалів і покриттів, що разом призводять до різкого зменшення потужності сигналу, відбитого в напрямку приладів спостереження, і тим самим підвищують виживання бойової машини.

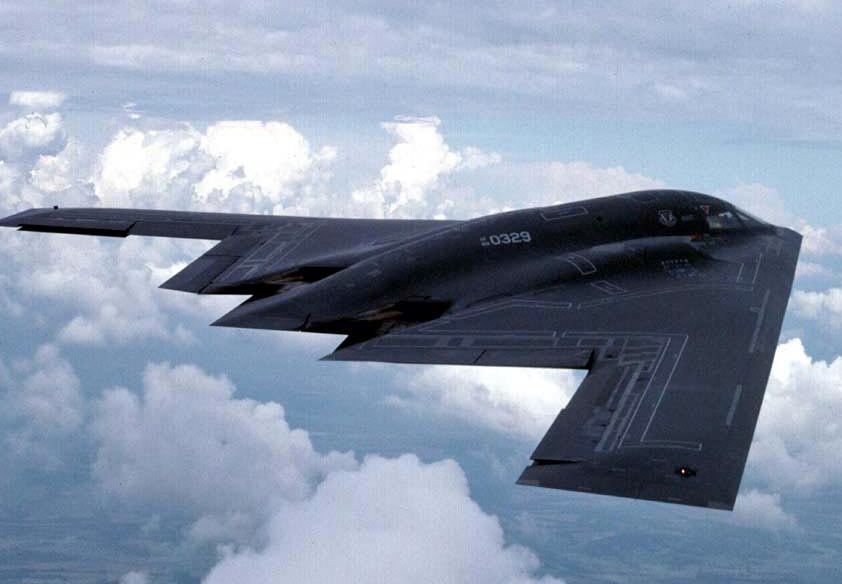
Northrop Grumman B-2 Spirit

Методи зниження помітності забезпечуються головним чином шляхом вибору форми, що сприяє відбиттю хвиль у бік від випромінювача РЛС, та поглинання хвиль спеціальними покриттями. Ще одним напрямком зниження помітності є використання радіопрозорих конструктивних матеріалів.
Технології зниження помітності є самостійним розділом військово-наукової дисципліни електронних засобів протидії, охоплюють дисципліни й технології проектування та виготовлення військової техніки (літаків, гелікоптерів, кораблів, ракет тощо). У результаті застосування технології ефективна площа відбиття радіосигналу зменшується до одиниць метрів, а в окремих зразках — до 0,2–0,3 м².
Можливо, вперше Stealth-технології були застосовані в 1943 році на німецькому реактивному винищувачі-бомбардувальнику Horten Ho 229.

## Історія
Ідеї зниження помітності бойових систем для радіолокаційних засобів виникли ще в період Другої світової війни. Одним із перших прикладів застосування таких технологій стала спроба нацистської Німеччини зменшити радіолокаційну помітність підводних човнів шляхом використання радіопоглинальних матеріалів (див. проєкт Schornsteinfeger).
У 1950–60-х роках дослідження в галузі зниження помітності тривали в США та СРСР, але справжній прорив у технології стався у 1970-х роках, коли інженери американської компанії Lockheed (в межах проєкту Have Blue) створили прототип першого літака з застосуванням геометричних методів зниження ефективної поверхні розсіювання (ЕПР) — Lockheed F-117 Nighthawk.
Проєкт базувався на теоретичних роботах радянського фізика Петра Уфімцева, який у 1960-х роках розробив математичну модель розсіювання електромагнітних хвиль об'єктами складної форми. Хоча його праці не були засекреченими, саме американські науковці першими втілили їх у практичні проєкти.
У 1980-х роках на озброєння США було прийнято F-117 — перший у світі стелс-літак, оптимізований під зниження помітності у радіолокаційному діапазоні. Згодом були розроблені й інші системи з елементами стелс — B-2 Spirit, F-22 Raptor, F-35 Lightning II, безпілотники, а також кораблі та броньована техніка.
У сучасних умовах стелс-технології стали одним із ключових напрямів розвитку озброєння у багатьох країнах світу, включаючи Китай, РФ, Велика Британія, Франція, Індія та інші. Технології малопомітності охоплюють не лише геометрію конструкції, але й застосування композиційних матеріалів, спеціальних радіопоглинальних покриттів, а також заходів з придушення інфрачервоного, акустичного та інших видів демаскувальних ознак.